# Werk für Fernsehelektronik
Das Werk für Fernsehelektronik (WF), im Jahr 1946 neu gegründet, war ein Produzent von Elektronenröhren in Berlin-Oberschöneweide. Er war der einzige Hersteller von Bildröhren in der DDR. Das Werk ging aus der früheren Röhrenfabrik Oberspree (RFO) der AEG hervor, die sich 1938 in dem von Peter Behrens für die NAG errichteten Gebäude an der Ostendstraße angesiedelt hatte. In den 1980er Jahren gehörte das WF dem Warenzeichenverband Rundfunk- und Fernmelde-Technik (RFT) an.

## Unternehmensgeschichte

### Vorgeschichte
Um 1900 siedelten sich in Berlin-Oberschöneweide zahlreiche Unternehmen an, u. a. die AEG. Ab 1913 begann im AEG-Kabelwerk Oberspree die Produktion von Elektronenröhren. Ab den 1930er Jahren produzierte Telefunken in Oberschöneweide Sendeanlagen. 1938 wurde die Röhrenproduktion der AEG in der AEG-Röhrenfabrik Oberspree zusammengefasst. Diese nahm als Produktionsstätte das 1917 für die Nationale Automobil-Gesellschaft errichtete Gebäude in Besitz.

### Entwicklung in der SBZ/DDR

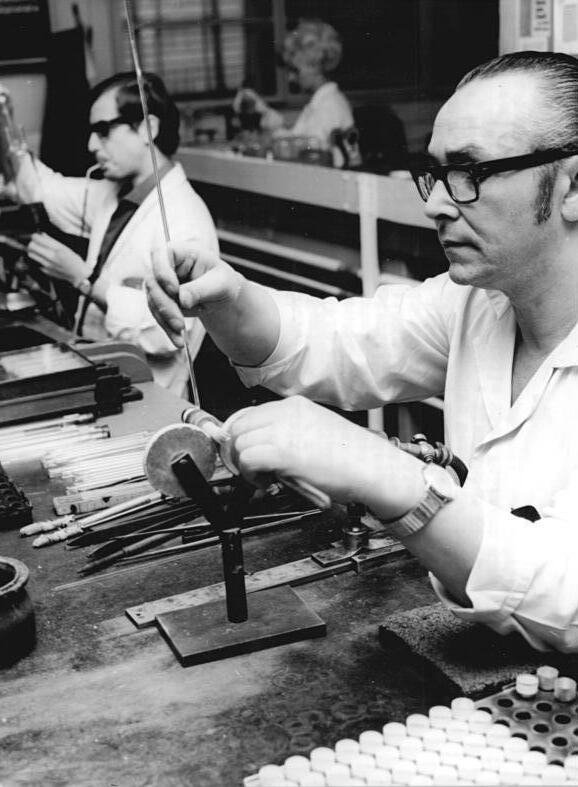
Fertigung von Senderöhren (1970)

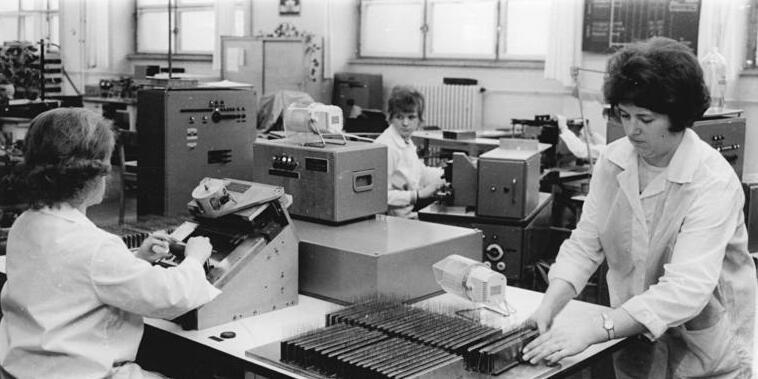
Prüfung von Germanium-Spitzendioden (1971)

Die Sowjetische Militäradministration in Deutschland gründete 1945 in den Räumen des ehemaligen Röhrenwerks der AEG das Labor, Konstruktionsbüro und Versuchswerk Oberspree (LKVO) als wissenschaftlichen Industriebetrieb. Bereits nach einem Jahr hatte dieser Betrieb über 2.000 Mitarbeiter. 230 Mitarbeiter wurden 1946 mit ihren Familien in die Sowjetunion verbracht, um dort eine entsprechende Produktionslinie einzurichten. 1946 wurde der Betrieb in eine Sowjetische Aktiengesellschaft (SAG) umgewandelt und hieß nun Oberspreewerk (OSW). 1950 erfolgte der Zusammenschluss mit anderen Betrieben und die Umbenennung in Werk für Fernmeldewesen. Zum 1. Mai 1952 wurde das Oberspreewerk ein volkseigener Betrieb (VEB). Die Fertigung von Germanium-Spitzendioden begann 1957. Im Zusammenhang mit der Entstehung des Deutschen Fernsehfunks und der für die Bevölkerung benötigten Fernsehgeräte wurde 1959 in den Fabrikhallen eine japanische Anlage für die Produktion von Schwarz-Weiß-Bildröhren in Betrieb genommen.
1960 erfolgte die Umbenennung in Werk für Fernsehelektronik. Bei der Bildung von Groß-Kombinaten in den 1970er Jahren wurde das WF dem Kombinat Mikroelektronik Erfurt zugeordnet. Im Jahr 1983 wurde die Produktion von Schwarz-Weiß-Bildröhren eingestellt und 1984 die Produktion von Farbbildröhren aufgenommen, wozu an der Ostendstraße eine neue Produktionsanlage mit Hilfe des japanischen Produzenten Toshiba errichtet worden war.

### Entwicklung nach der Wiedervereinigung
Ab 1990 wurde die Röhren- und Halbleiterproduktion schrittweise eingestellt, weil die entsprechenden Produkte auf dem Weltmarkt günstiger erhältlich waren. Das WF wurde in eine GmbH umgewandelt und die Belegschaft von rund 9.000 auf etwa 1.400 reduziert. Im Mai 1990 eröffnete im Behrensbau das firmeneigene Museum Technik im Turm, das die eigene Entwicklung darstellte.
1993 übernahm Samsung SDI das WF. Der Firmenname lautete nun Samsung Elektronische Bauelemente GmbH. Das Museum im Turm wurde geschlossen und seine Bestände wurden eingelagert. Im Jahr 1994 wurde unter großer Beachtung der Öffentlichkeit in einem Teil der früheren Werkhallen das Samsung Forschungszentrum eröffnet, das große Pläne für die Zukunft hatte.
Anfang der 2000er Jahre ging wegen des Aufkommens von LCD-Bildschirmen weltweit die Nachfrage nach Bildröhren stark zurück. Die Produktionsanlagen des WF wurden deshalb 2005 stillgelegt, das Forschungszentrum aufgegeben. Samsung als Eigentümer plante, den Gebäudekomplex im Jahr 2009 zu verkaufen. Die Hallen stehen seitdem weitgehend leer (Stand Ende 2018), der Behrensbau wurde inzwischen zu einem Bürocenter umgebaut.
Teile der Bestände des Museums im Turm werden vom Industriesalon Schöneweide gezeigt.
Einige Bereiche des WF machten sich jedoch mit Nischenprodukten selbstständig; so entstand beispielsweise die Iris GmbH, die sich auf praktische Anwendungen der Sensortechnologie spezialisiert hat. Bereits kurz nach der Wiedervereinigung gründeten mehrere ehemalige Mitarbeiter des WF die Silicon Sensor GmbH, die im Jahr 2018 unter dem Namen First Sensor AG mit Sitz in Oberschöneweide einen Umsatz von über 155 Millionen Euro erwirtschaftete.

## Produktionsprofil
Das WF produzierte hauptsächlich Spezial- und Sende-Röhren, Bildröhren sowie Optoelektronik (z. B. LED, Fototransistoren, Optokoppler, Lichtschachtbauelemente, alphanumerische Anzeigen). Anlässlich des 25. Jahrestages der DDR-Gründung 1974 war die Digitale Wohnraumuhr Kaliber 44-03 hergestellt und hauptsächlich an verdienstvolle Mitarbeiter verschenkt worden. Zu den exotischen Produkten gehörte die elektronische Orgel EKI 1. Während der Kampagne, dass jeder größere Betrieb auch Konsumgüter bereit zustellen hatte, brachte das WF Grillzangen auf den Markt.

Produkte aus dem WF (Auswahl)
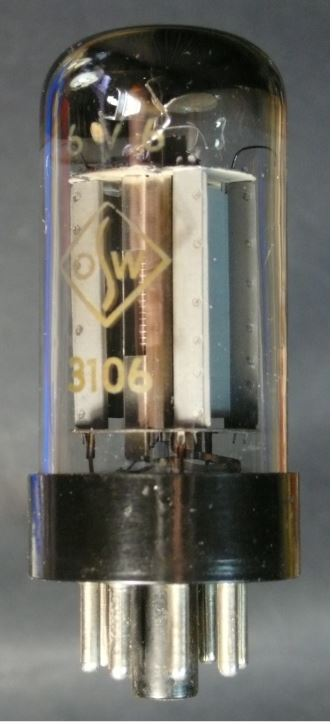
Strahlpentode Typ 6V6 mit dem Logo des Oberspreewerkes (OSW)
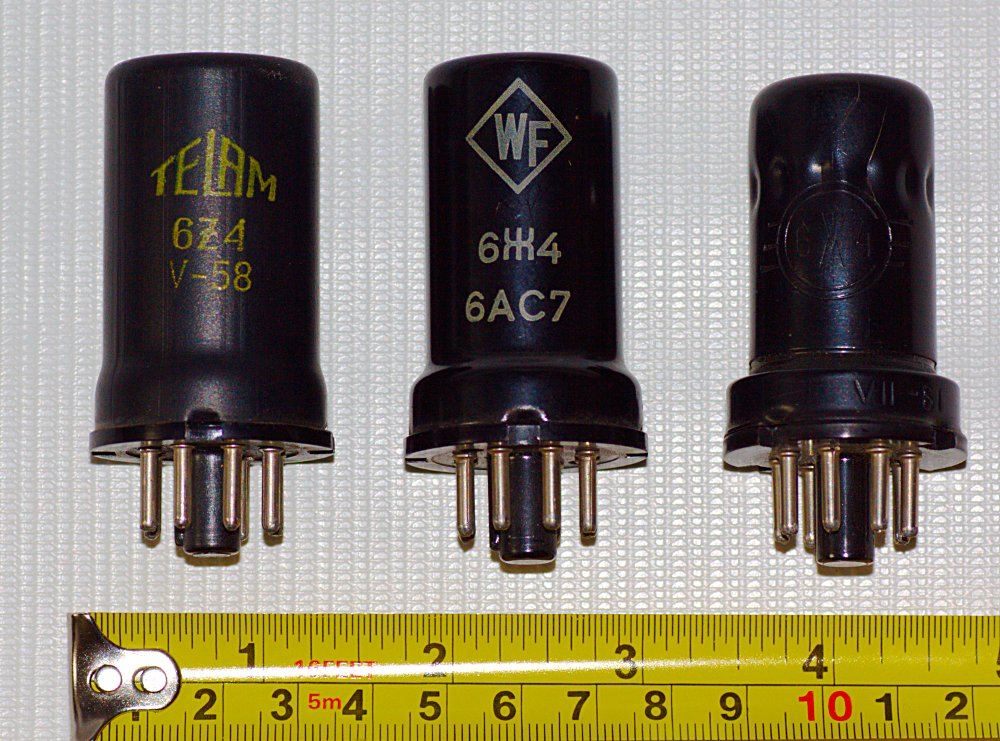
Bildmitte: Pentode mit amerikanischer (6AC7) und sowjetischer (6Ж4) Typkennzeichnung
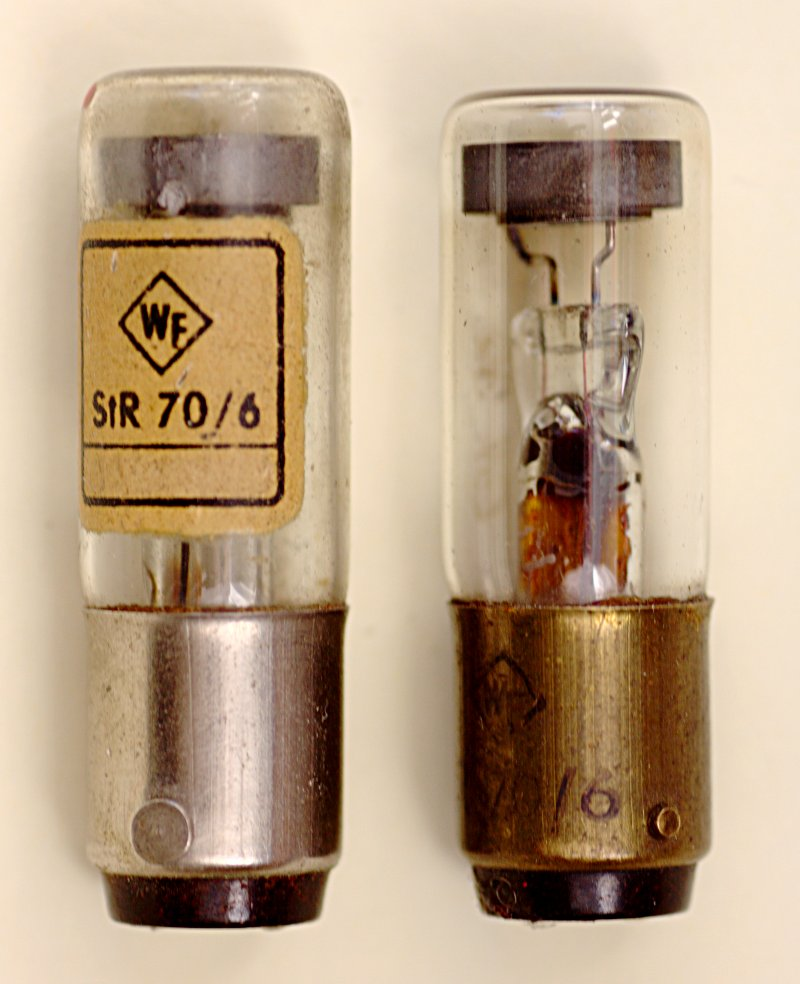
Glimmstabilisator Typ StR 70/6
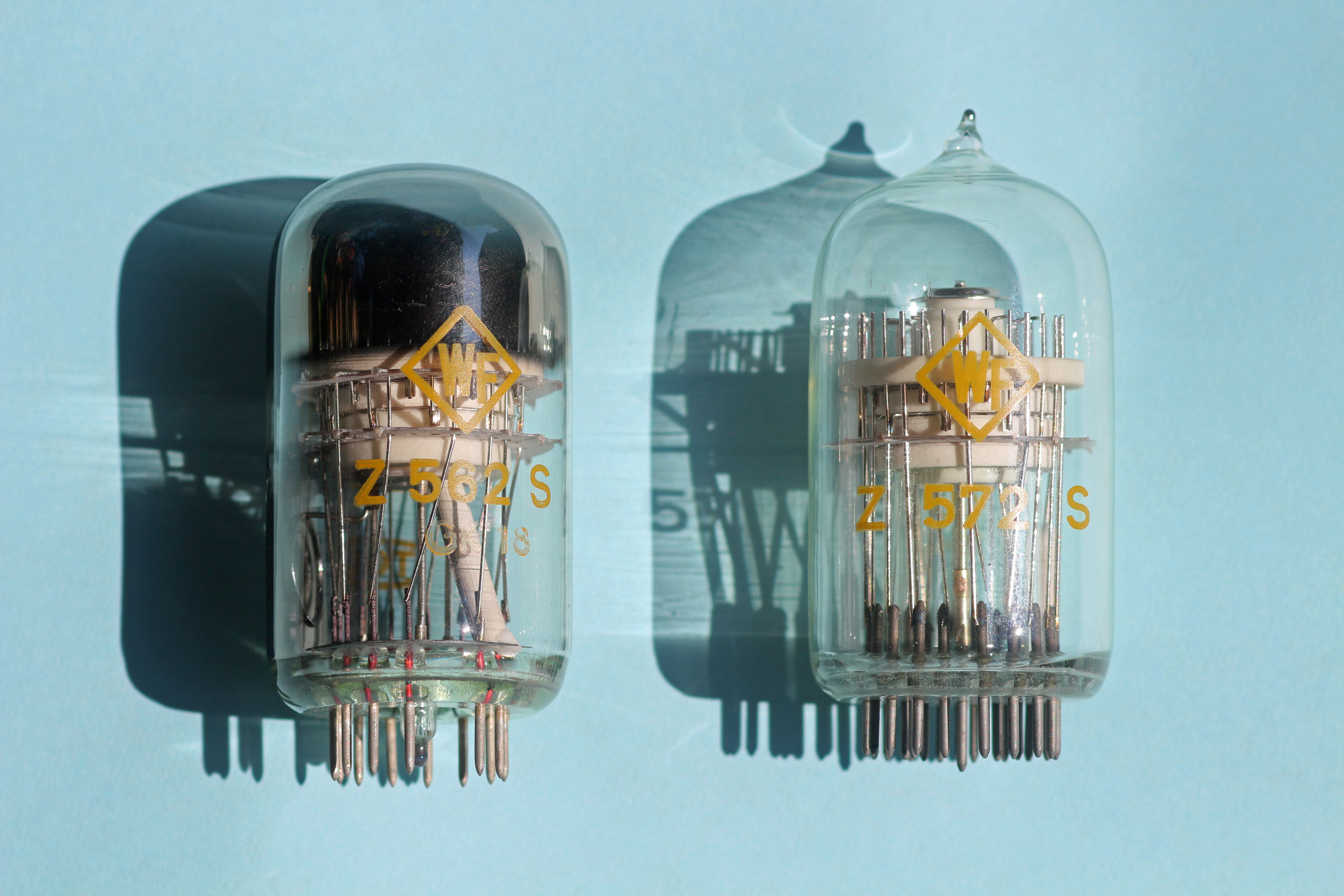
Zwei Dekatrons: Z562S (links, mit Anzeige von oben) und Z572S (rechts, zur Ansteuerung von Ziffernanzeigeröhren)
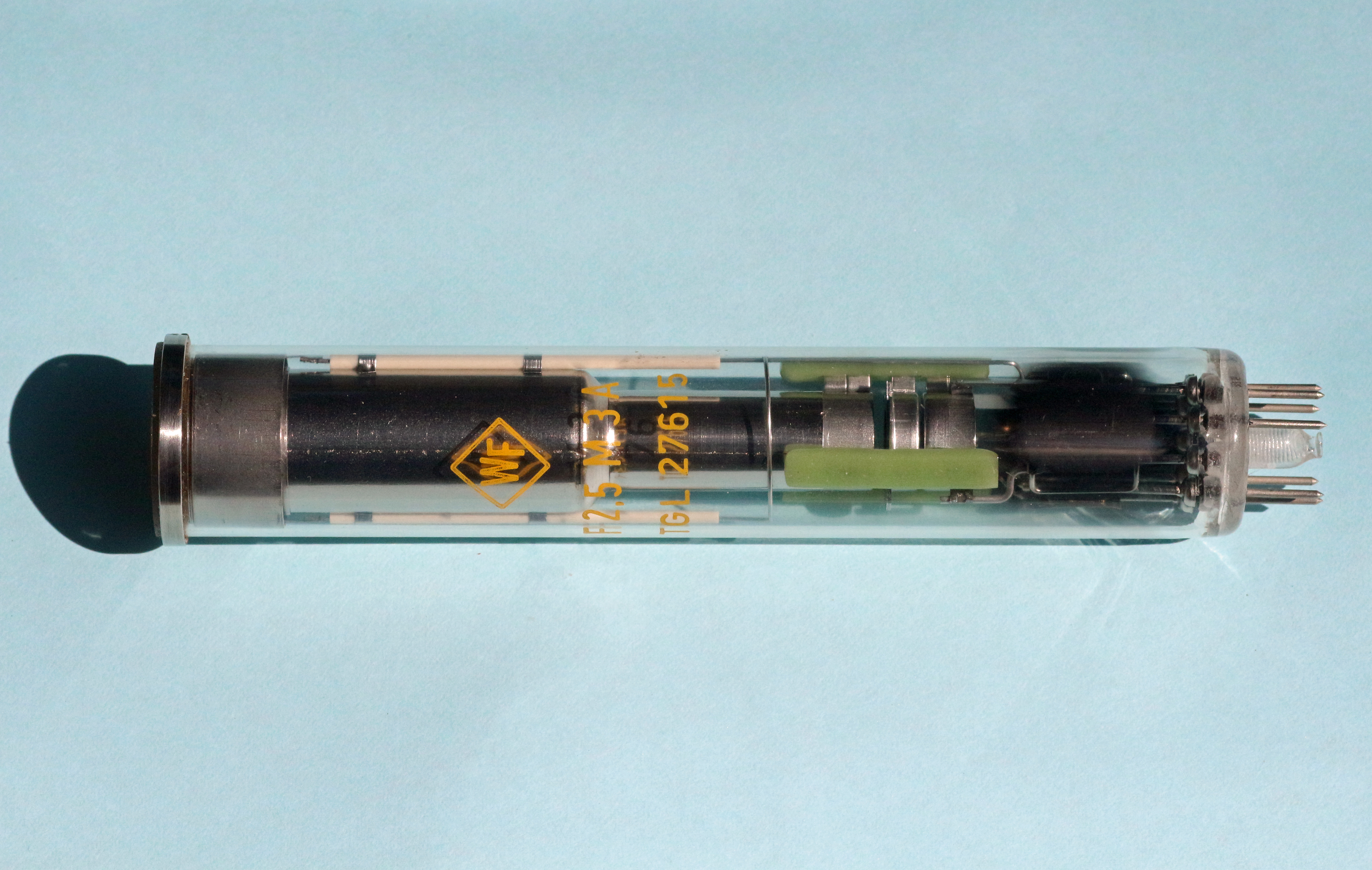
Endikon Typ F 2,5 M3a; 2,5 cm Durchmesser, magnetische Ablenkung
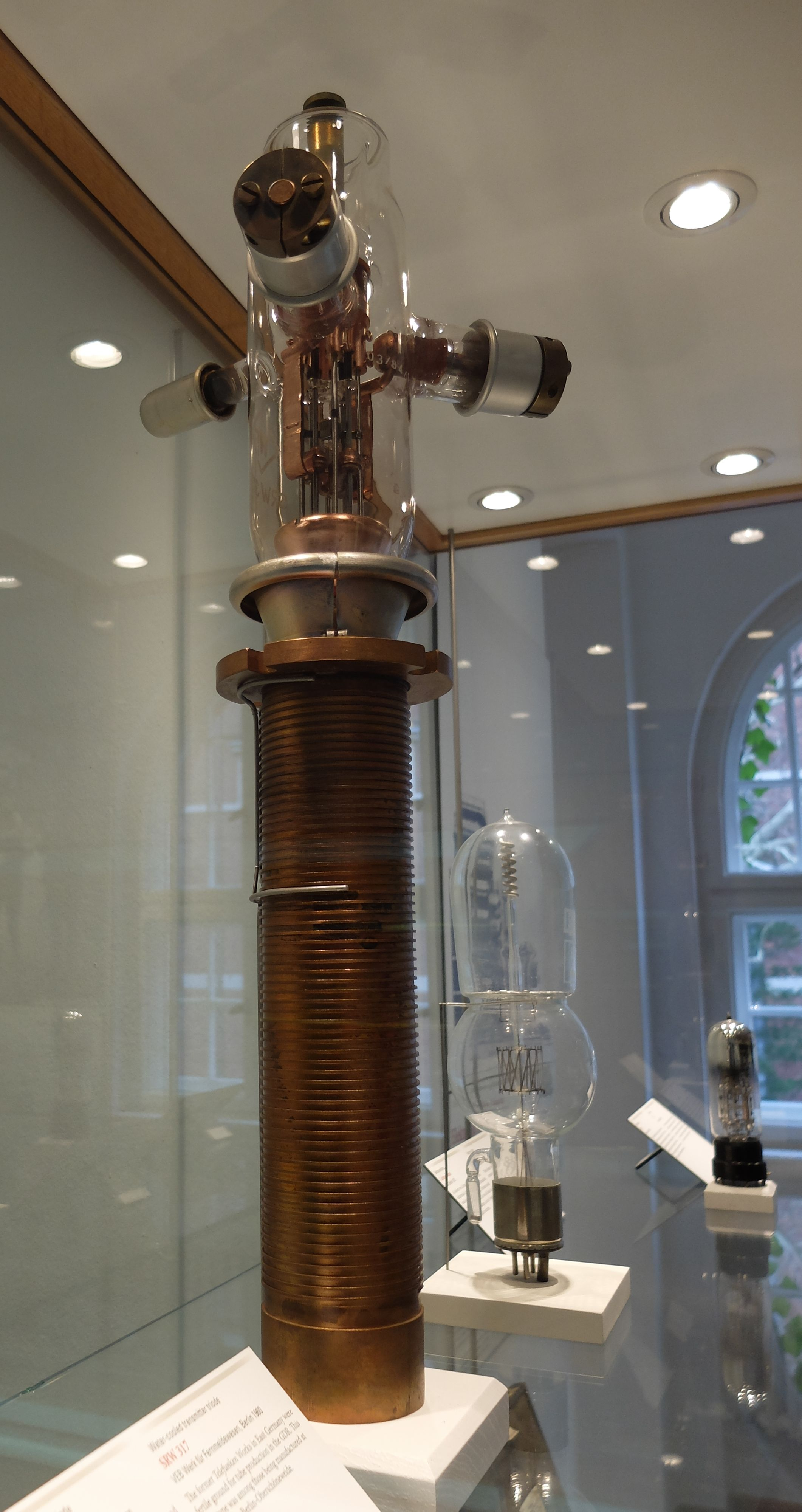
Senderöhre SRW317 im Deutschen Technikmuseum
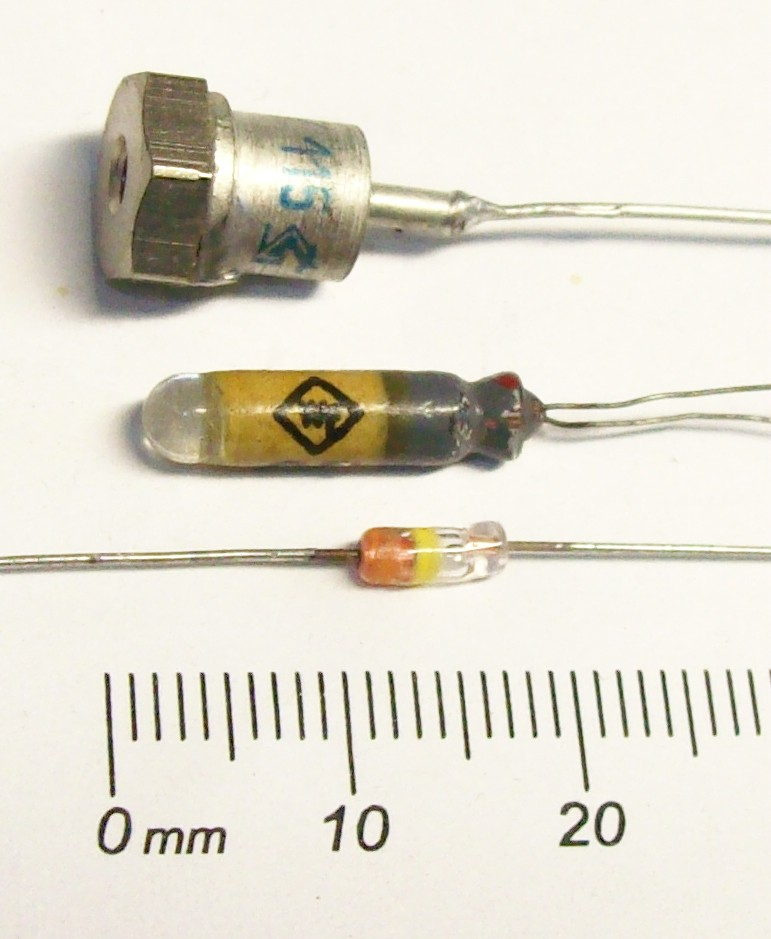
Bildmitte: Germanium-Photodiode Typ GP122
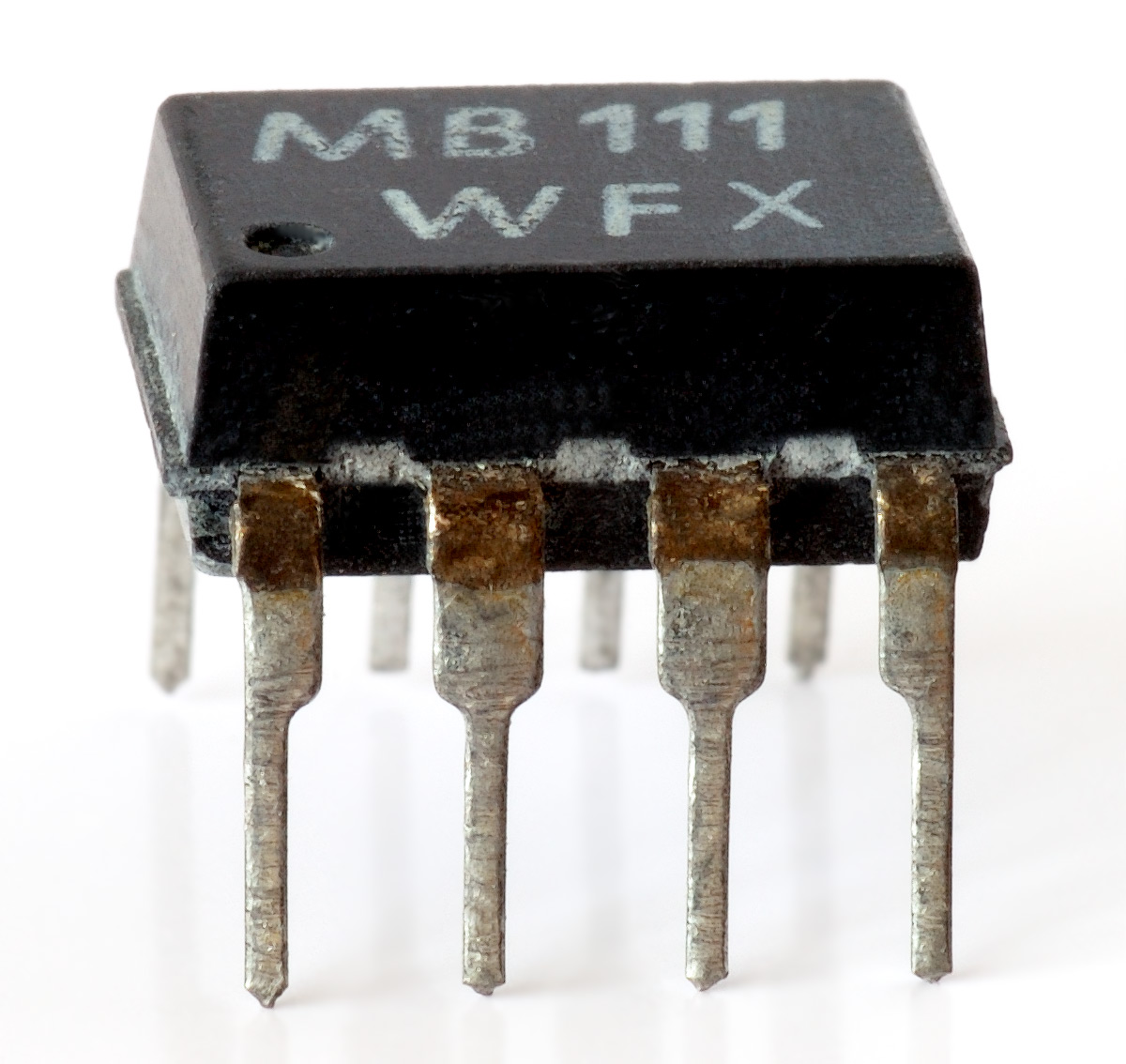
Optokoppler Typ MB111
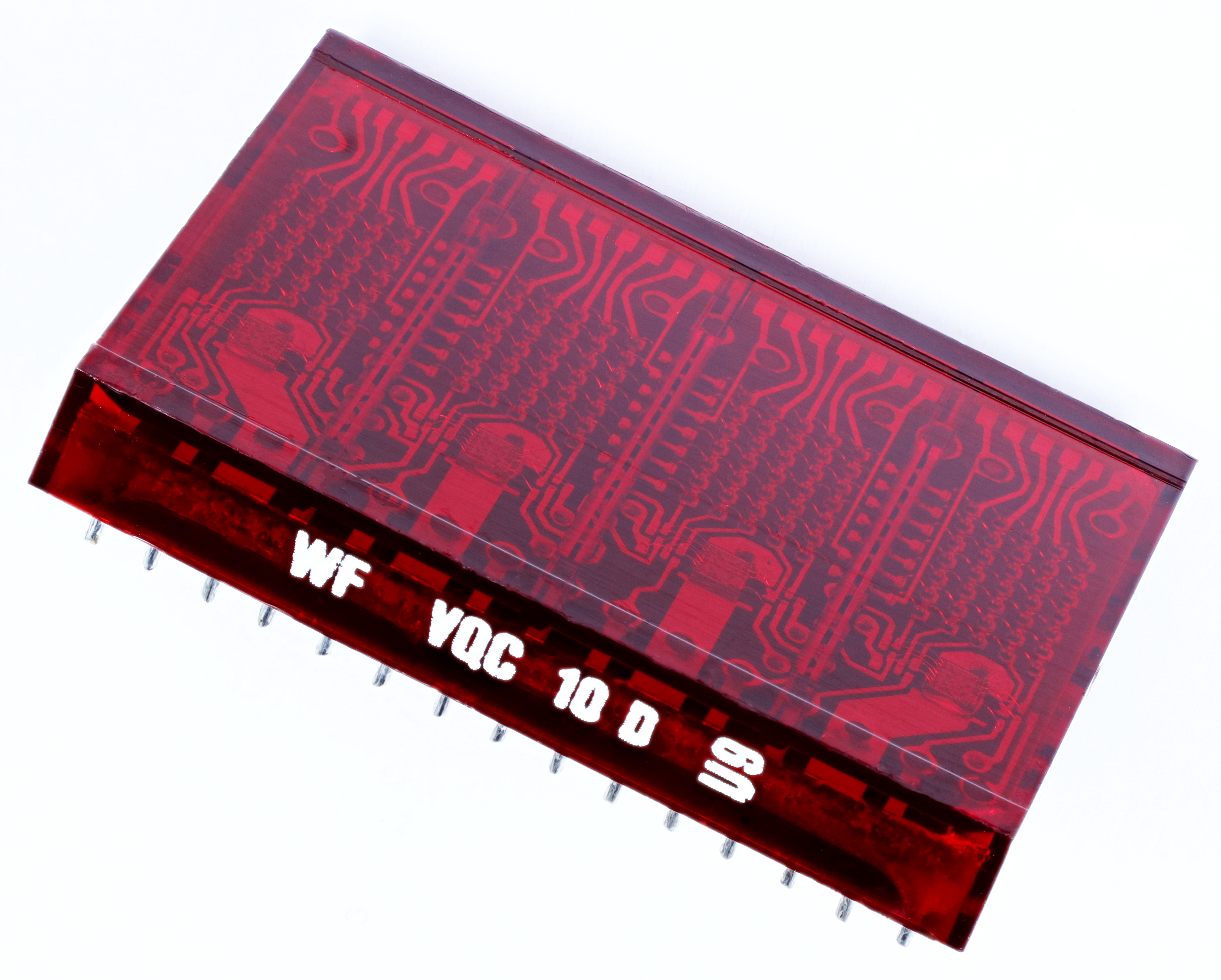
Vierstellige LED-Punktmatrixanzeige Typ VQC10

## Sozialeinrichtungen des WF

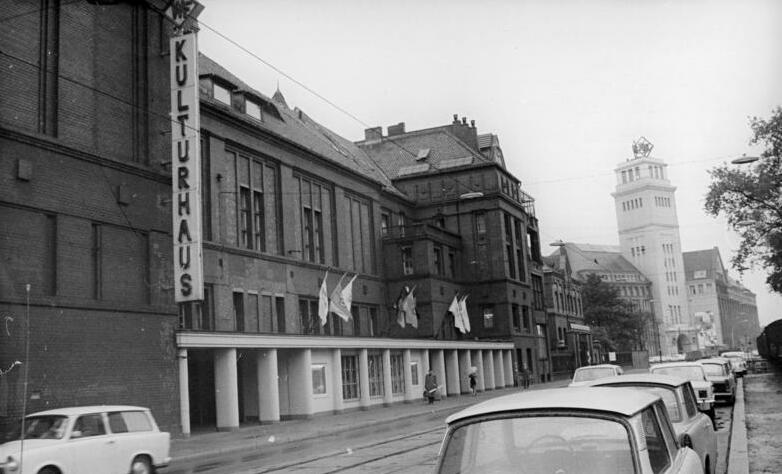
Kulturhaus des WF (1975), im Hintergrund Turm mit dem WF-Logo

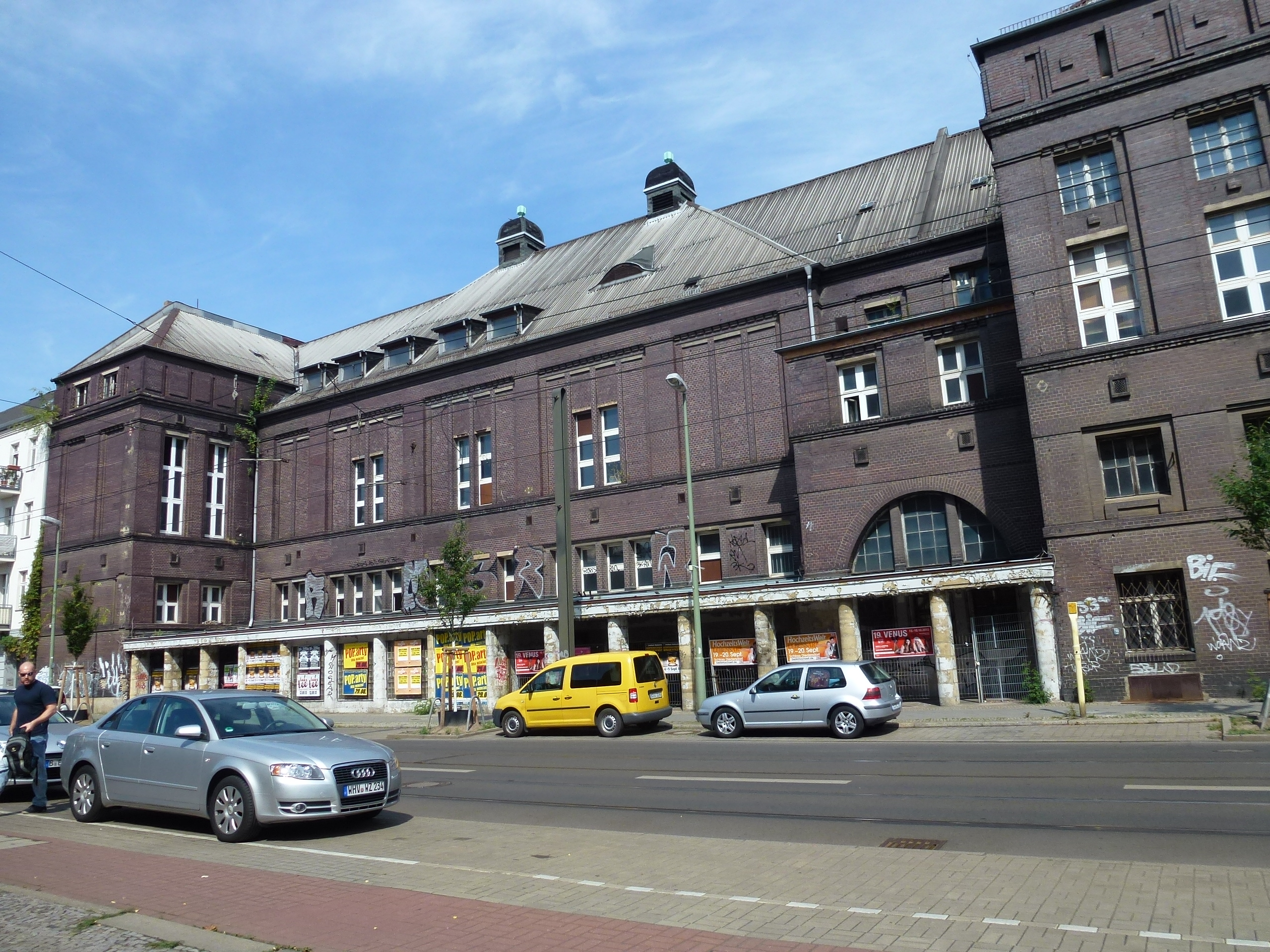
Ehemaliges Kulturhaus, 2014

Das WF unterhielt in der DDR-Zeit ein eigenes Kulturhaus im Ortsteil Oberschöneweide (siehe Bild) und ein Betriebsferienlager am Frauensee bei Gräbendorf.
Das Kulturhaus verblieb nach der Wende im Eigentum des WF und sollte mit finanzieller Unterstützung vom Senat von Berlin in eine offene Gastronomie- und Kultureinrichtung (beispielsweise Seniorentreff, Stadtteilbibliothek, Veranstaltungsort) umgebaut und betrieben werden. Jedoch scheiterten alle diesbezüglichen Pläne samt Ausschreibungen. Das Gebäude steht aber in der Berliner Denkmalliste.

Um das Ferienlager als Erholungsobjekt nach der Wende zu erhalten, gründeten 10 Personen 1991 den Verein Kindererholung Frauensee und eröffneten es als Kindererholungsdorf Frauensee neu. Das war von Erfolg beschieden, die Einrichtung macht inzwischen jährlich Umsätze von mehreren Millionen Euro.

## Filme
- rbb: Oberschöneweide – Chicago an der Spree (Memento vom 2. Februar 2017 im Internet Archive), Reihe Geheimnisvolle Orte, abgerufen am 27. Januar 2017